# Синкявичюс, Виргиниюс
Виргиниюс Синкявичюс (лит. Virginijus Sinkevičius; род. 4 ноября 1990, Вильнюс, Литовская ССР) — литовский политический и государственный деятель. Европейский комиссар по окружающей среде, океанам и рыболовству. Министр экономики и инноваций Литвы с 27 ноября 2017 года по 30 ноября 2019 года. Член Сейма Литвы (2016—2019).

## Биография
В 2009 году окончил гимназию имени Саломеи Нерис. В 2012 году — бакалавр в области экономики и международных отношений в британском университете Аберистуита, в 2013 году — магистр в сфере европейских исследований и международных отношений в нидерландском Маастрихтском университете.
Говорит на литовском, русском, английском, польском языках.

## Карьера
В 2012—2015 годы публиковался в новостном сайте The Lithuanian Tribune.
С 2016 года депутат сейма. В 2017 году стал министром экономики и инноваций Литвы, получив огласку как самый молодой министр Литвы.
С 2019 года Комиссар ЕС по окружающей среде, океанам и рыболовству.

## Награды
- Орден «За заслуги» II степени (4 ноября 2022 года, Украина) — за весомый личный вклад в укрепление межгосударственного сотрудничества, поддержку государственного суверенитета и территориальной целостности Украины, популяризацию Украинского государства в мире[6].
- Медаль Балтийской ассамблеи (6 ноября 2020 года)[7].